# San Marco (spoorwegen)
De San Marco is een internationale trein op het traject Basel - Venetië.
De spoorwegen hebben vanaf het begin namen gegeven aan hun treinen. De eerste locomotieven hadden bijvoorbeeld namen als Rocket, Arend en Limmat. Toen het spoorwegnet verder groeide werden ook langeafstandstreinen van namen voorzien, bijvoorbeeld de California Zephyr in de Verenigde Staten en de Oriënt-Express in Europa. Zowel de CIWL als de MITROPA hadden al voor de Tweede Wereldoorlog hun langeafstandstreinen van een naam voorzien. San Marco verwijst naar het gelijknamige plein en de kathedraal in Venetië.

## Eurocity
De San Marco is een van de Eurocities tussen Italië en Zwitserland die door Cisalpino worden geëxploiteerd.

### Route en dienstregeling
EC 111 / BV, VB / 114
| BV | land        | station         | km  | VB |
| -- | ----------- | --------------- | --- | -- |
|    | Zwitserland | Basel SBB       | 0   |    |
|    | Zwitserland | Luzern          | 96  |    |
|    | Zwitserland | Bellinzona      | 266 |    |
|    | Zwitserland | Lugano          | 295 |    |
|    | Zwitserland | Chiasso         | 321 |    |
|    | Italië      | Como            | 326 |    |
|    | Italië      | Milano centrale | 372 |    |
|    | Italië      | Brescia         | 455 |    |
|    | Italië      | Verona          | 520 |    |
|    | Italië      | Vicenza         | 572 |    |
|    | Italië      | Padova          | 602 |    |
|    | Italië      | Mestre          | 630 |    |
|    | Italië      | Venezia         | 639 |    |